# پلینفیلد (نیوهمپشایر)
پلینفیلد (به انگلیسی: Plainfield) شهری در ایالت نیوهمپشایر کشور ایالات متحده آمریکا است که جمعیت آن در سرشماری سال ۲۰۱۰ میلادی، ۲۰۵ نفر بوده‌است.

## نگارخانه

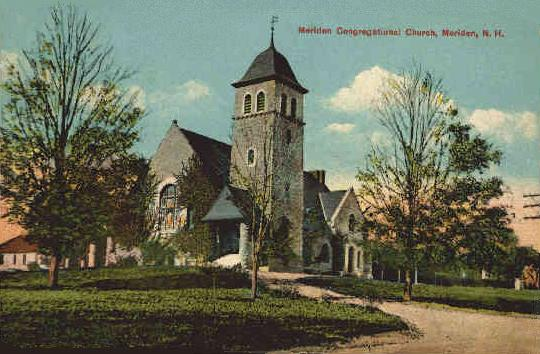
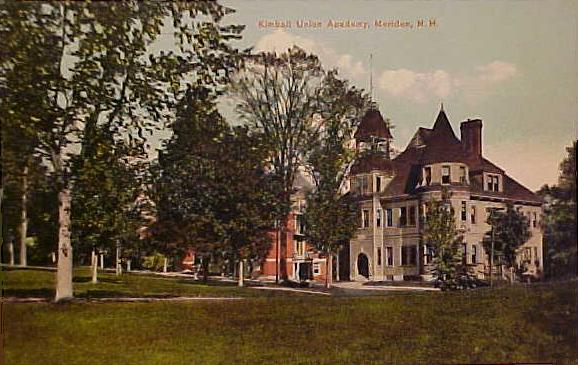
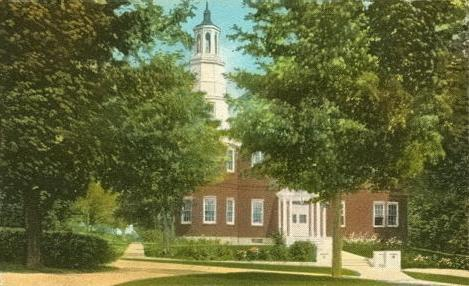